# Hornlocke
Hornlocke (Phalangium opilio) är en spindeldjursart. Hornlocke ingår i släktet Phalangium, och familjen långbenslockar. Arten är reproducerande i Sverige.